# 貝維尤 (阿拉巴馬州)
貝維尤（英語：Bayview）是一個位於美國阿拉巴馬州傑佛遜縣的非建制地區。該地的面積和人口皆未知。

## 地理
貝維尤的座標為33°33′31.66″N 86°58′30.17″W / 33.5587944°N 86.9750472°W，而該地的平均海拔高度為238米（即781英尺）。